# Fiskebøl
Fiskebøl è un villaggio della municipalità di Hadsel nel Nordland norvegese nelle isole Lofoten.
Il villaggio si trova sull'isola di Austvågøya, sulla sponda meridionale dell'Hadselfjorden. È collegata al villaggio di Melbu, nelle isole Vesteralen, da un traghetto che impiega circa 30 minuti a percorrere la tratta. A ovest di Fiskebøl passa un tunnel subacqueo, facente parte della Strada Europea E10, che scorre attraverso le acque del fiordo Sloverfjorden.

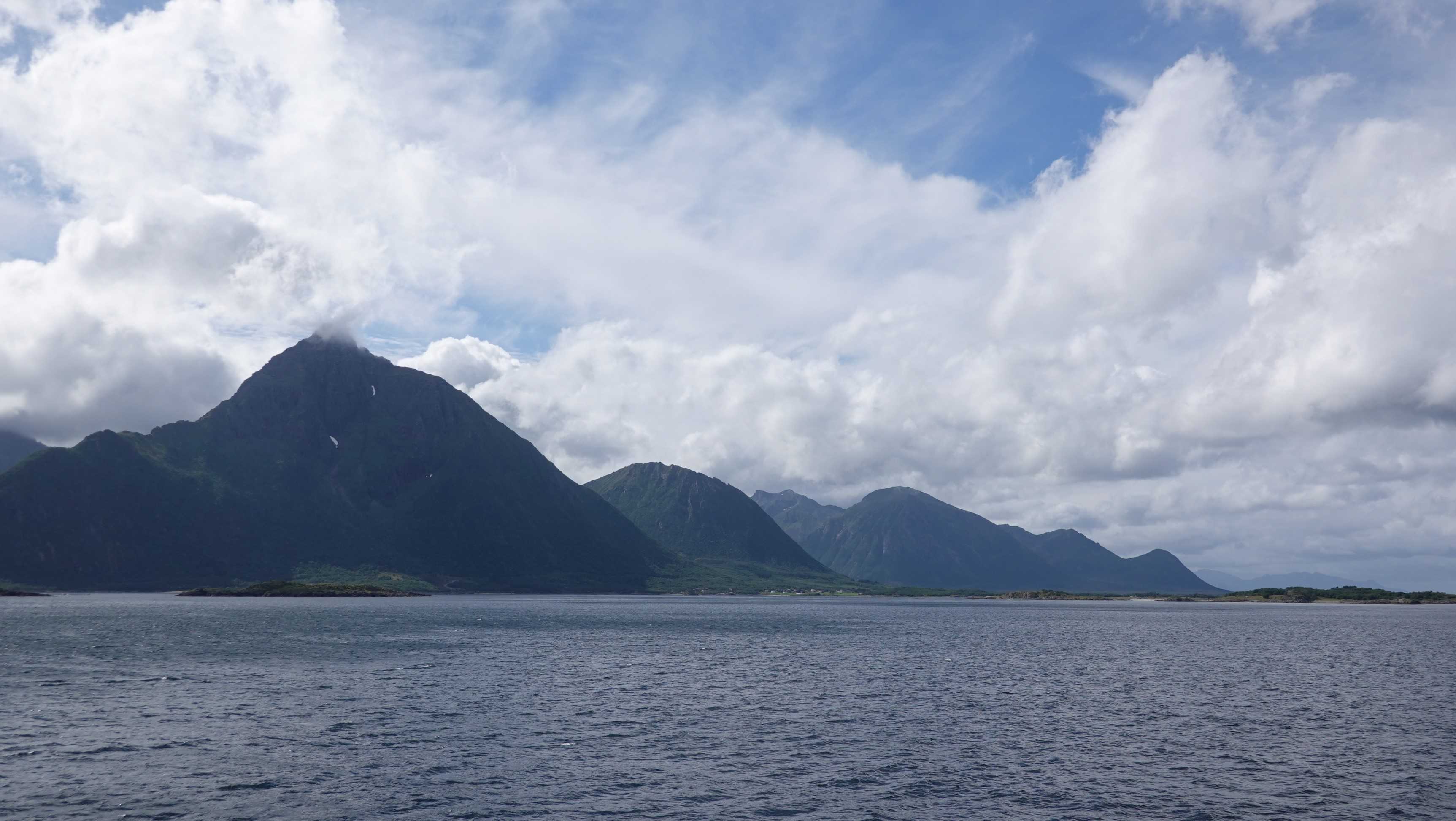
La costa dell'isola di Austvagoya (nei pressi di Fiskebol) fotografata dal traghetto.